# Cateterisme
Un cateterisme és la introducció d'un catèter o sonda en un conducte o cavitat corporal, que pot ser:
- Catèter subclavi. Quan un catèter s'introdueix en la regió subclavicular, (localitzada per sota de les clavícules) es parla d'un catèter subclavi, utilitzat quan no es té un accés vascular viable, també per a nutrició parenteral, subministrament de líquids de manera urgent, en pacients en estat de xoc o deshidratació severa, cremades extenses. Aquests catèters també poden ser utilitzats en l'administració d'antibiòtic-teràpia, es col·loquen a les venes més gruixudes, com la subclàvia, la jugular, la femoral, i la cefàlica, en tractaments de més de set dies. Aquest tipus d'accés vascular de llarga estada pot durar fins a un any si es cuida adequadament, a més de ser un mètode que dona al pacient una millor qualitat de vida posat que evita les multipuncions.[1]
- Catèter per a ventricle cerebral, quan s'introdueix a nivell dels ventricles cerebrals en patiments vasculars cerebrals de tipus hemorràgic, quan hi ha irrupció de sang a aquesta regió, com seria hemorràgia intracerebral, hemorràgia subaracnoidal, traumatismes cranioencefàlics, tumors malignes hemorràgics amb la finalitat de disminuir la pressió intracraneal del pacient.
- Sonda nasogàstrica, la qual s'introdueix per una fossa nasal fins a l'estómac, utilitzada en patiments com l'hemorràgia gastrointestinal, abdomen agut, oclusió intestinal, pancreatitis aguda o vòmit incoercible.
- Sonda de gastrostomia consisteix en la col·locació d'una sonda per l'alimentació del pacient, la qual es col·loca directament cap a la cavitat abdominal, i es fixa en l'estómac. És utilitzada en pacients que no poden menjar per diversos motius: Seqüeles de malaltia vascular cerebral, rebuig voluntari als aliments, traumatismes facials que li impedeixen el poder mastegar.
- Sonda pleural, o segell d'aigua introduïda en la cavitat toràcica per a drenatge de líquid de vessament pleural, que bé pot ser sang, pus, limfa, i com a re-expansió del col·lapse pulmonar.
- Catèter cardíac: Quan aquest catèter s'introdueix en les cavitats del cor, les seves artèries o les seves venes, parlem d'un cateterisme cardíac. En general, la decisió d'indicar un cateterisme cardíac sorgeix de la necessitat d'aclarir, confirmar, i determinar el grau de severitat d'una patologia clínicament definida, que no pot ser totalment avaluada pels mètodes de diagnòstic no invasius, un exemple clar i quotidià és l'avaluació de la circulació coronària, i la seva implicació en els diferents síndromes isquèmics (angina de pit estable, inestable, infart agut de miocardi), així com la seva importància en el desenvolupament d'alteracions de la funció contràctil del ventricle esquerre: hibernació, miocardiopatia dilatada isquèmica. El cateterisme cardíac comporta un risc lleugerament més alt que els altres exàmens del cor; no obstant això, és molt segur quan el realitza un equip mèdic amb experiència. Els riscos són els següents: tamponament cardíac, atac cardíac, lesió d'una artèria coronària, batecs cardíacs irregulars, hipotensió arterial, reacció al mitjà de contrast radiològic, accident cerebrovascular. Les possibles complicacions de qualsevol tipus de cateterisme són les següents: sagnat, infecció i dolor en el lloc d'inserció de la via intravenosa, dany en els vasos sanguinis, coàguls de sang, mal en els ronyons a causa del mitjà de contrast radiològic (més comú en pacients amb diabetis o amb problemes renals).
- Catèter pericardíac: és la introducció del catèter per sota de la regió de l'apèndix xifoides de l'esternó, amb la finalitat d'afavorir el drenatge del líquid acumulat en el pericardi, una de les membranes que cobreixen al cor. Aquest líquid pot ser: citrina, sang, pus, limfa, en relació amb la malaltia que va donar origen a aquesta complicació. Aquest tipus de catèters s'utilitza principalment quan el pacient està compromès de manera respiratòria, i s'impedeix una adequada oxigenació cap a l'organisme.
- Sonda urinària, coneguda com a sonda de Foley la qual s'introdueix per la uretra, i utilitzada com a control d'orina en pacients greus, amb deshidratació severa, en pacients amb hiperplàsia de la pròstata o amb retenció urinària, amb traumatismes en uretra.
- Catèter doble J el qual és introduït en l'urèter en pacients amb càlculs renals per evitar l'obstrucció del urèter pel desplaçament del càlcul.
- Catèter Permacap és introduït en qualsevol accés vascular amb la finalitat de subministrament de quimioteràpia en pacients amb malalties oncològiques, en tractament i en subministrament d'antibiòtics. També s'introdueix en qualsevol accés vascular en pacients altament compromesos amb malalties de qualsevol tipus que comprometi la vida i el benestar del pacient, o que es trobin en risc de mort, així mateix funciona de manera adequada en pacients que presenten dificultat vascular, i quan s'impedeix introduir un altre tipus de via d'accés per administració adequada d'antibiòtics o nutrició parenteral.
- Sonda rectal, utilitzada en pacients amb distensió intestinal, còlon tòxic o que estan oclosos.
- Catèter de Mahurkar utilitzat en les sessions d'hemodiàlisis en pacients amb Insuficiència Renal Crònica col·locats a la regió subclavia, per poder rebre el seu tractament amb el hemodializador.
- Cateter intraperitoneal és la col·locació d'un catèter utilitzat per a drenatge de líquid de ascites en pacients portadors de cirrosis hepàtica, carcinomatosi peritoneal o traumatismes abdominals.
- Catèter de Tenckoff, utilitzat per a la diàlisi peritoneal, el qual es col·loca a nivell intraperitoneal, a nivell de l'abdomen del pacient, com a tractament substitutiu de la funció renal.
- Catèter vascular També existeix la introducció d'un catèter en els membres pelvians en malalties vasculars perifèriques amb l'objecte de destruir els trombes que es formen en aquests indrets i afavorir la circulació regional.